# 教宗若望的序號
教宗若望的序號並非按嚴格數字順序排列。儘管歷史上只有二十一位教宗取名號為若望，但其序號卻因中世紀的兩次計序錯誤而達到二十三。首先，對立教宗若望十六世被誤計入序列中，未被排除；其次，若望二十一世在計序時誤讀《教宗名錄》而重複計算若望十四世，導致序號跳過了二十。

## 計序錯誤後訖今的教宗若望列表
| 現代稱號                                                                                                  | 任期          | 本名                                             | 備註 | 序數 |
| --- | ------------- | ------------------------------------------------ | --- | ---- |
| 若望一世至若望十四世的序號並無爭議。 一 · 二 · 三 · 四 · 五 · 六 · 七 · 八 · 九 · 十 · 十一 · 十二 · 十三 |               |                                                  | |      |
| 教宗若望十四世                                                                                            | 983年–984年   | 皮埃特羅·卡內帕諾瓦 Pietro Canepanova            | | 14   |
| 若望十四世之二（John XIV bis）                                                                            | 並不存在      |                                                  | 中世紀歷史學家誤讀《教宗名錄》，以爲在若望十四世與若望十五世之間，尚有另一位教宗取名號為若望。                                                              | –    |
| 教宗若望十五世                                                                                            | 985年–996年   | 喬瓦尼·迪·加林納·阿爾巴 Giovanni di Gallina Alba | 因若望十四世之二之故，在文獻中也會被同時標註為若望十五世（十六世）。                                                                                        | 15   |
| 對立教宗若望十六世                                                                                        | 997年–998年   | 伊萬尼斯·菲臘加索斯 Iōánnēs Philágathos          | 同時標註為若望十六世（十七世）。他是在反對教宗額我略五世（996年–999年）的情況下當選，現被認定為一位對立教宗，但其序號仍被保留在教宗名序中。                 | –    |
| 教宗若望十七世                                                                                            | 1003年        | 喬凡尼·西科 Giovanni Sicco                       | 同時標註為若望十七世（十八世）。 | 16   |
| 教宗若望十八世                                                                                            | 1004年–1009年 | 喬凡尼·法薩諾 Giovanni Fasano                    | 同時標註為若望十八世（十九世）。 | 17   |
| 教宗若望十九世                                                                                            | 1024年–1032年 | 羅馬諾·圖斯庫拉尼 Romano di Tuscolo              | 同時標註為若望十九世（二十世）。 | 18   |
| 若望二十世                                                                                                | 並不存在      |                                                  | 若望二十一世跳過二十而選擇二十一為其序號。 | –    |
| 教宗若望二十一世                                                                                          | 1276年–1277年 | 佩德羅·若里昂 Pedro Julião                       | 同時標註為若望二十一世（二十世）。佩德羅·若里昂當選時以爲若望十五世至若望十九世應作若望十六世至若望二十世，故爲了更正並不存在的計數錯誤，選名若望二十一世。 | 19   |
| 教宗若望二十二世                                                                                          | 1316年–1334年 | 雅各伯·迪埃塞 Jacques Duèze                      | | 20   |
| 對立教宗若望二十三世                                                                                      | 1410年–1415年 | 巴爾達薩雷·科薩 Baldassare Cossa                 | 直至二十世紀中仍在《宗座年鑑》中被列爲正統教宗。 | –    |
| 教宗若望二十三世                                                                                          | 1958年–1963年 | 安傑洛·朱塞佩·龍嘉利 Angelo Giuseppe Roncalli    | 龍嘉利當選時選名若望二十三世而非若望二十四世，認定巴爾達薩雷·科薩為對立教宗。                                                                               | 21   |

## 若望二十世
之所以被跳過若望二十世之名號，是因爲中世紀歷史學家對若望十四世（983–984年）的紀錄出現混淆——《教宗名錄》中對其在位時間出現傳抄錯誤。原記載中寫明其任期為「八個月」（VIII mens.），並補充指他後來被對立教宗波尼法爵七世囚禁了「四個月」（per IV menses）。
然而，在若望十九世之後的一段時間內，抄寫者誤將這段文字理解為兩位不同的「若望教宗」：
- Iohannes m. VIII（「若望，八個月」）
- Iohannes m. IV（「若望，四個月」）

於是，第二位「教宗若望」則被記作「若望十四世之二」（Iohannes XIV bis）。由於從若望十五世至若望十九世均未曾察覺「若望十四世之二」之存在，佩德羅·胡利昂在當選時認為需「修正」這個錯誤，故選用若望二十一世作為其名號。
這些計數錯誤自十九世紀起被學者發現後，教宗名號開始改爲使用其在位時所用的名號，因此並無人使用過若望二十世此名號。然而，由於許多早期文獻已採用錯誤名號，若望十五世至若望十九世有時也會被並列標註為若望十六世至若望二十世。若望二十一世有時也會被標註為若望二十世。

## 若望二十三世
天主教會大分裂期間中兩位教宗（一位身處羅馬，另一位身處亞維農）同時宣稱自己為合法教宗。為了結束這場分裂，1409年的比薩大公會議決定同時罷黜羅馬教宗與亞維農教宗，並選出了亞歷山大五世作為新教宗。然而，亞維農與羅馬的教宗都拒絕退位，導致教會一度出現了同時有三位教宗宣稱擁有正統地位的局面。比薩系的教宗亞歷山大五世在任一年後去世，由若望二十三世繼任，他於1415年的康士坦斯大公會議上爲了結束分裂，被迫退位。
直到20世紀中葉之前，《宗座年鑑》將教宗正統認定為：1409年前為羅馬系的教宗，1409年至1415年則承認比薩系的教宗為正統。因此，大分裂時期的最後三位教宗分別為額我略十二世（1406–1409年）、亞歷山大五世（1409–1410年），及若望二十三世（1410–1415年）。
然而，安杰洛·若瑟·龙嘉利當選教宗時他決定重用「若望二十三世」此一名號，重新詮釋大分裂的歷史，並指：「[於我之前有]二十二位具有無可爭議正統地位的[教宗]若望」。這一觀點也反映在現代版本的《宗座年鑑》中，年鑑將額我略十二世的任期延長至1415年，並將比薩系的亞歷山大五世與若望二十三世改列為對立教宗。

## 譯名列表
- 若望二十世：天主教香港教區禮儀委員會：禧年專頁 （页面存档备份，存于）、香港天主教教區檔案　歷任教宗、《大英簡明百科知識庫》2005年版、國立編譯舘作若望。
- 约翰二十世：《世界人名翻譯大辭典》1993年版作約翰。

## 大眾文化
美國諷刺小說家詹姆士·班殊·卡貝爾所作的幻想小說《朱根》中主人翁得知若望二十世並不存在，故自稱為若望二十世，以免於審判直接升上天堂。

## 備註
1. ↑  該名號亦一度被認爲是虛構的女教宗瓊安所持，儘管較後期的傳說將其在位時間改為9世紀，在位於教宗良四世和教宗本篤三世之間，即公元850年代。[8]

### 脚注
1. 1 2   . . New York: Robert Appleton Company. 1913.
2. 1 2   . . New York: Robert Appleton Company. 1913.
3. 1 2   . . New York: Robert Appleton Company. 1913.
4. 1 2   . . New York: Robert Appleton Company. 1913.
5. 1 2   . . New York: Robert Appleton Company. 1913.
6. 1 2   . . New York: Robert Appleton Company. 1913.
7. 1 2  Annuario pontificio per l'anno 1942, Rome, page 21, nrs. 205, Gregorio XII, Veneto, Correr (c. 1406, cessò a. 1409, m. 1417) – Pont. a. 2, m. 6, g. 4, 206, Alessandro V, dell'Isola di Candia, Filargo (c. 1409, m. 1410) – Pont. m. 10, g. 8, 207, Giovanni XXII o XXIII o XXIV, Napoletano, Cossa (c. 1410, cessò dal pontificare 29, mag. 1415).
8. 1 2  Poole, Reginald L. . The English Historical Review. 1917, 32 (128): 465-478  [2025-05-27]. doi:10.1093/ehr/xxxii.cxxviii.465 –JSTOR.
9. ↑   2. Paris: Moreau. 1818: 323 （法语）.
10. ↑  Duchesne 1892，第XVIII頁.
11. ↑  Duchesne 1892，第457頁.
12. ↑  Duchesne 1892，第LXXXVI頁.
13. ↑  Caulfield, Philip. . Daily News. 11 February 2013  [23 April 2017].
14. ↑  Brusher, Rev. Joseph Stanislaus. .  3rd. Neff-Kane. 1980 [1959 Van Nostrand]  [2025-05-28]. ISBN 978-0-89141-110-9. （原始内容存档于2024-04-21）.
15. ↑  Miranda, Salvador. "Cossa, Baldassare", The Cardinals of the Holy Roman Church
16. ↑   (M) 1. 北京: 中国大百科全书出版社. 1999年4月: 46页. ISBN 7-5000-6060-2.
17. ↑  "I Choose John..." in Time, 10 November 1958, p 93.
18. ↑  Libreria Editrice Vaticana. . Vatican City: Holy See. 1998: 20* （意大利语）.

### 文献
- Duchesne, Louis Marie Olivier.  2. Paris: Ernest Thorin. 1892 （法语）.